# الخيط والعصفور
الخيط والعصفور مسرحية عراقية كوميدية قدمتها فرقة مسرح بغداد على خشبة مسرح المنصور في بغداد في ثمانينيات القرن الماضي، وهي من إخراج الفنان العراقي مقداد مسلم وإنتاج شركة بابل للإنتاج السينمائي والتليفزيوني، وأخرجها للتليفزيون المخرج العراقي " ع.ن.ر"، وقد تم عرضها لمدة سنة كاملة وحظيت بشعبية كبيرة في أول عرض لها في 1983.

## أحداث المسرحية
تتناول المسرحية مجموعة كبيرة من الأمثال البغدادية العراقية الشعبية وتدور أحداثها أيام حقبة الاحتلال العثماني للعراق، ويتم عرض الأحداث بطريقة السرد القصصي لاثنين من الشباب قبل بداية المشهد يشرحون فيه المثل الشعبي الذي يدور حوله كل مشهد، وتتناول أحداثها في أربعة اجزاء، حيث تبدأ المسرحية بجنازة وفيها النعي للميت ومن ثم يمر عرس في نفس المكان وتغني به الشابة «أفراح عباس» ويرقص عليه رجل «قحطان زغير» بصورة بهلوانية ويتسائل عنه أقارب العروس والعريس ويتبين فيما بعد أنه ابن عم الخياط الذي خيط فستان العروس.
في الجزء الثاني من المسرحية تدور حول شخصيتين رئيسيتيين وهم، عصفور "خليل الرفاعي"، وجرادة "أمل طه"، وتدفعه زوجته جرادة إلى العمل دجال ومشعوذ «فتاح فال» بسبب حبها للزلابية، وتصل شهرته حتى تصل عند مسامع والي بغداد الذي يطلبه لكي يساعده بالكشف عن اللصوص الذين سرقوا قصره ويهدده بالقتل إذا لم يكشف السر وتقوده الصدفة إليهم، وتتخللها مجموعة كبيرة من المواقف الكوميدية التي تعرض للأمثال الشعبية البغدادية.
والجزء الثالث يتحدث عن شخصية، ماذي أبو الدكايك "محمد حسين عبد الرحيم"، وهو رجل ماكر وصاحب مقالب ولا يسلم الناس من مكائده، ويعمل عند أحد الولاة الذي يستفاد كثيرا من أفكاره الخبيثة، ويجمع ماذي ثروة جيدة بسبب ذلك ويعود لأهله وهو حاملا لليرات الذهبية التي قبضها من الوالي وفي طريقه يقوم بخداع الناس وعمل الدسائس والمكائد مع كل من يواجهه.
وتتخلل تلك المسرحية مشاهد أخرى منها شخصية العجوز المتصابي "عزيز كريم"، ومشهد اللصوص الذين يخدعون حارس الليل، ومشهد المراهنة على المقهى البغدادي، مع مجموعة كبيرة من المواقف والأمثال الشعبية العراقية، ويتخلل المسرحية الربعات البغدادية الغنائية، مع أن المسرحية تجسد التراث البغدادي الأصيل.

## الممثلون
- خليل الرفاعي
- أمل طه
- محمد حسين عبد الرحيم
- زاهر الفهد
- أفراح عباس
- عزيز كريم
- كاظم فارس
- مطشر السوداني
- مصطفى طه
- سعدي صالح
- قحطان زغير
- سعد هادي
- حسين علي هارف
- ستار خضير
- هاشم سلمان

## وصلات خارجية
الفيديو الكامل للمسرحية الخيط والعصفور